# Hermine (lapin)
Pour les articles homonymes, voir Hermine (homonymie).
L'Hermine est une race de lapin domestique de petite taille. Elle est également appelée polonais ou hermelin. 

## Origines
Ses origines sont confuses, il serait issu de populations de petits lapins importées de Pologne. Les premiers furent exposés en Angleterre en 1884. Il s'agit de la première race de lapins nains, dont sont issus les nains de couleur.

## Morphologie et standard

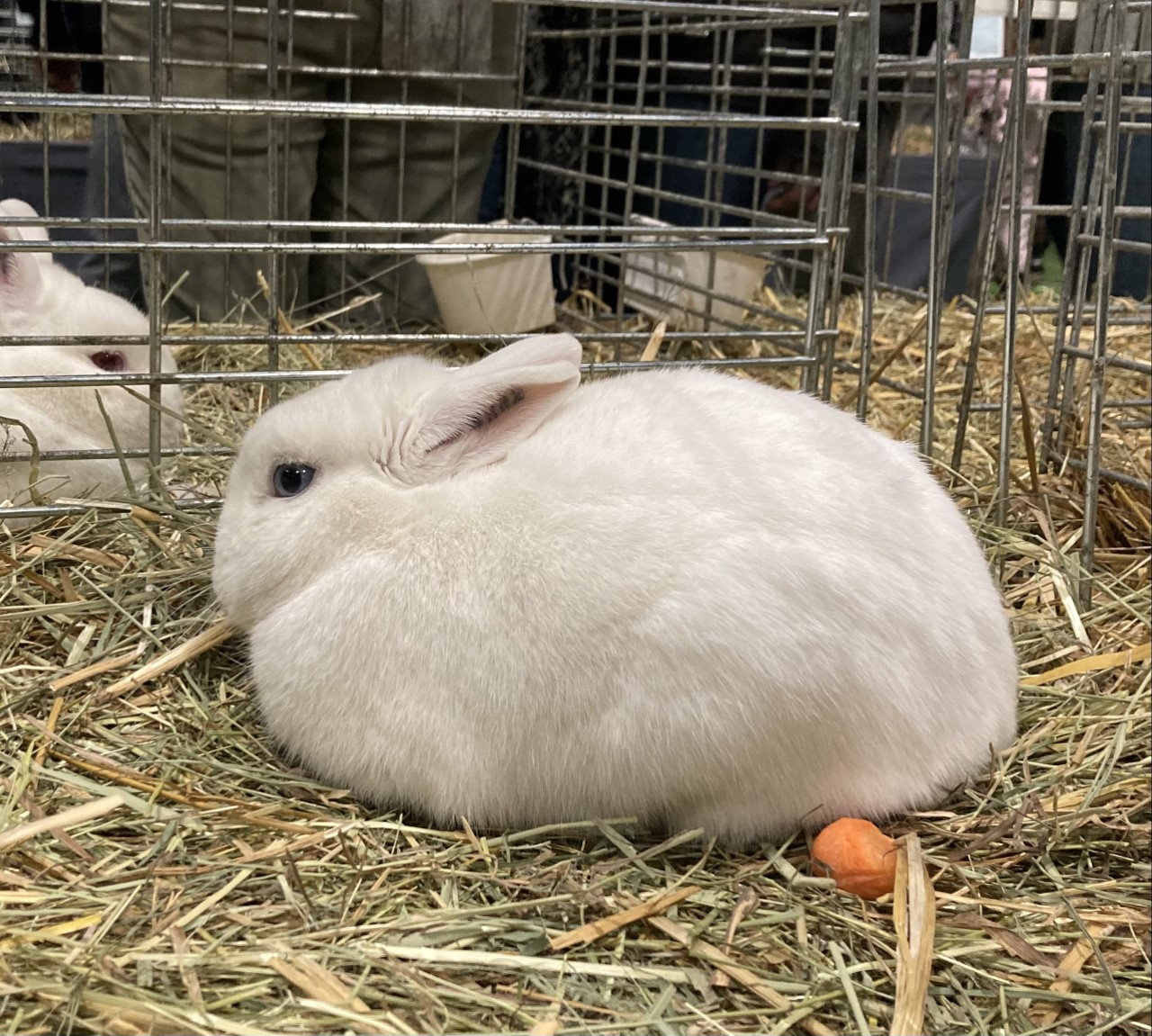
Hermines aux yeux bleus (premier plan) ou roses (arrière plan).

Sa masse ne doit pas excéder 1,5 kg, dans l'idéal entre 1 kg et 1,350 kg. Le corps est massif, aussi large que profond, la croupe bien arrondie. La tête est courte et volumineuse, sphérique, aux oreilles très courtes.
On recherche un ensemble de trois sphères de même diamètre, une pour la tête, deux pour le corps.
Les lapins hermine peuvent avoir les yeux de teinte rose ou bleu.

## Robe
La robe des polonais est toujours blanche, mais peut être due à deux gènes différents.
Le gène Vienna (Vi), à dominance incomplète. est responsable des polonais aux yeux bleus. À l'état hétérozygote ce gène donne des panachures aléatoires, mais à l'état homozygote il donne un animal blanc aux yeux bleus. Ce gène est présent chez le Blanc de Vienne, d'où il tient son nom.
Le gène albinos (c), récessif, est responsable des blancs aux yeux rouges/roses. 
Si on croise ces deux variétés de polonais, on obtient des lapins panachés, qui bien qu'ayant toutes les caractéristiques morphologiques des polonais, n'entrent pas dans le standard de la race.